# Trigonometrische Vermessung von Großbritannien und Irland

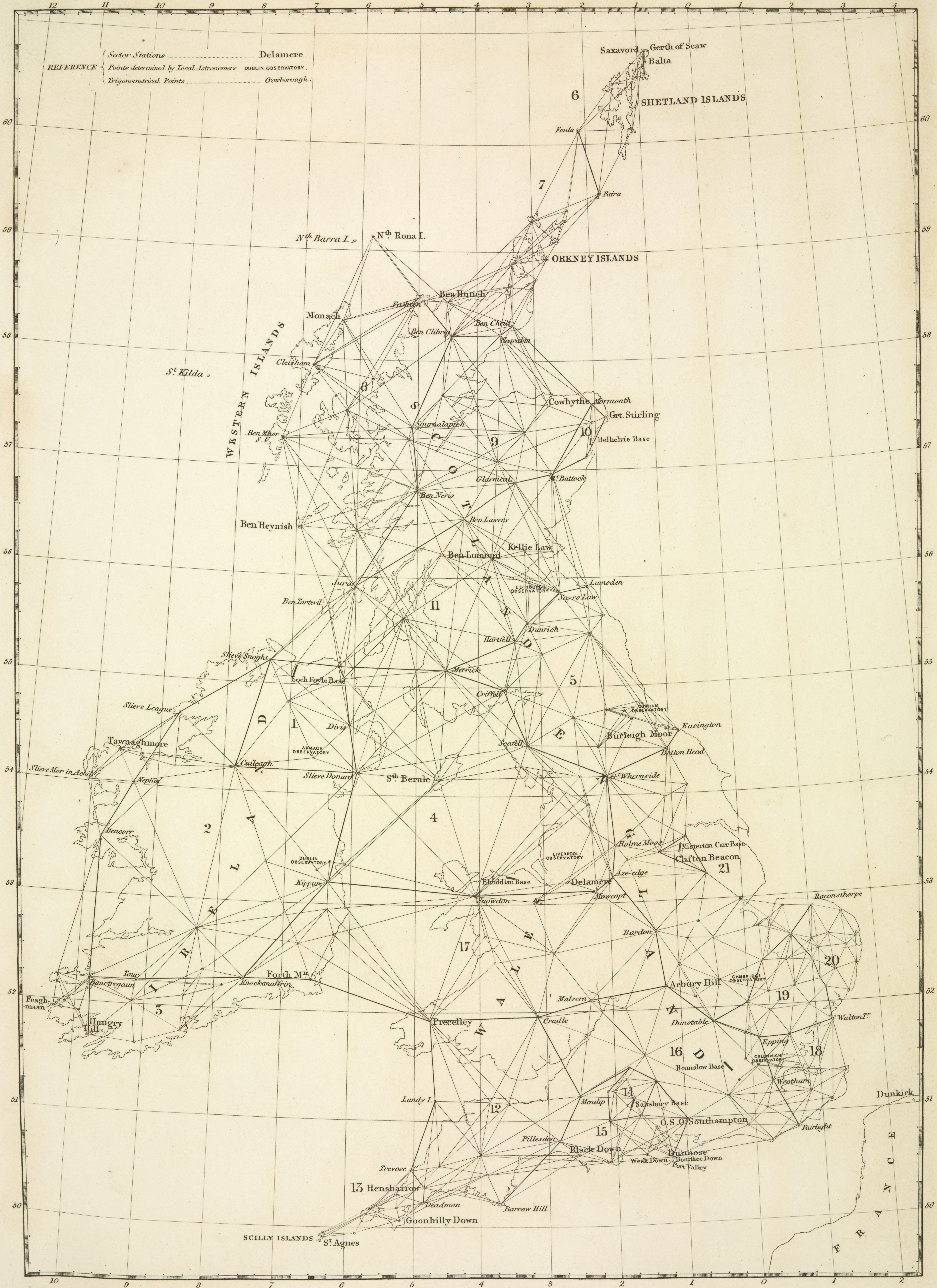
Triangulationsnetz von Großbritannien und Irland 1860

Die Trigonometrische Vermessung von Großbritannien und Irland (englisch Principal Triangulation of Great Britain), die auf die Englisch-Französische Trigonometrische Vermessung von 1784 bis 1790 folgte und von 1791 bis 1853 dauerte, war die erste Vermessung durch Triangulation von ganz Großbritannien und Irland. Durch sie begann die Tätigkeit des Ordnance Survey.
Die Geschichte dieser Vermessung begann zufällig. Charles Lennox, 3. Duke of Richmond, von 1784 bis 1795 Master-General of the Ordnance, konnte 1791 den Theodolit erwerben, den Jesse Ramsden für die East India Company gebaut hatte, der von dieser aber nicht abgenommen wurde. Es handelte sich um eine nach den Angaben von William Roy verbesserte Version des Theodolit, den er 1787 für die Englisch-Französische Trigonometrische Vermessung bekommen hatte. Außerdem wurden zwei ebenfalls von Ramsden angefertigte, je 30 m (100 ft) lange Messketten erworben. Der Tag des Erwerbs, der 21. Juni 1791, gilt seither als Gründungsdatum des Ordnance Surveys. Unmittelbar darauf wurden William Mudge, Isaac Dalby und Edward Williams vom Duke of Richmond mit der Vermessung beauftragt. Der Ordnance Survey war in seinen Anfangsjahren am Sitz des Board of Ordnance im Tower of London untergebracht.
Zunächst wurde die Basislinie bei Hounslow Heath noch einmal mit einer der Ketten nachgemessen, während die zweite zu Vergleichszwecken aufbewahrt wurde. Die Enden der Basislinie wurden mit zwei im Boden versenkten Kanonenrohren dauerhaft gesichert,
Die Triangulation bewegte sich dann zunächst an der Südküste entlang, über die man angesichts der befürchteten französischen Invasion dringend genaue Informationen benötigte. Im Sommer 1794 wurde bei Salisbury eine weitere Basislinie mit der Kette gemessen.
1795 wurde Land’s End erreicht. Die Lage von Lizard Point und der Scilly-Inseln wurden im folgenden Jahr bestimmt. Der Südosten Englands wurde mit einem weiteren, von Ramsden gebauten etwas kleineren Theodolit detailliert vermessen. Auf diese Weise arbeitete man sich über die Jahre weiter nach Norden vor. Dabei wurde auch ein Meridianbogen von der Isle of Wight nach Yorkshire gemessen. In Oxfordshire verglich man die eigenen Beobachtungen mit denen, die George Spencer, 4. Duke of Marlborough in seinem Observatorium in Blenheim Palace mit seinem ebenfalls von Ramsden gebauten Quadrant gemacht hatte. Der Meridianbogen wurde später bis zu den Shetlandinseln verlängert.
In späteren Jahren dehnte Thomas Frederick Colby, der 27 Jahre lang Superintendent des Survey war, das Netz bis nach Schottland und Irland aus. Er starb kurz vor der Fertigstellung des Abschlussberichts.
Auf der Basis dieses Netzes wurden die Ordnance Survey Drawings gefertigt. Bevor man die detaillierten Landkarten veröffentlichen konnte, mussten erst die korrekten Namen der Orte und Flüsse ermittelt und in langen Listen festgehalten werden, was auf dem Land mit sich oft unterscheidender Aussprache nicht einfach war. Die Originalzeichnungen der Landkarten von England und Wales sind heute in der British Library.